# Margrethe II's 50-års jubilæum
Margrethe II's 50 års jubilæum markeres i 2022 i Kongeriget Danmark, hvilket er 50-året for dronning Margrethe II's tiltrædelse den 14. januar 1972.
Der er planlagt en række arrangementer til at markere jubilæet flere steder over hele Danmark i løbet af året. Efter dronning Elizabeth II's død den 8. september blev mange jubilæumsarrangementer aflyst eller reduceret kraftigt i solidaritet med Det Forenede Kongerige.

## Festligheder

### Udsættelse af planlagte fejringer
Kongehuset meddelte officielt den 17. december 2021, at størstedelen af de planlagte arrangementer vedrørende Dronningens jubilæum udskydes til sensommeren 2022. Enkelte begivenheder fandt sted på jubilæumsdagen, f.eks. et møde i Statsrådet og reception i Folketinget..

### Jubilæumsprogram

#### 14. januar: Tiltrædelsesdagens begivenheder
Om morgenen den 14. januar deltog Dronningen og Kronprins Frederik i et særligt, formelt Statsrådsmøde i anledning af 50-året for Dronningens tronbestigelse. Dette var det 560. statsrådsmøde i dronningens regeringstid. På grund af COVID-19 var der kun fem ministre, heriblandt statsminister Mette Frederiksen, og i den anledning blev der ikke afholdt sædvanlige sager.
Senere samme formiddag fandt Folketingets officielle fejring af Dronningens jubilæum sted i Landstingssalen på Christiansborg Slot. Ved ankomsten underskrev medlemmerne af den kongelige familie besøgsbogen. Fejringen begyndte med en tale af Folketingets formand, Henrik Dam Kristensen. Herefter overrakte statsminister Mette Frederiksen gaven fra Folketinget og regeringen til Dronningen. Gaven er et dekorativt fortovskunstværk, som bliver installeret i Nordatlantens kulturcenter i København, som symboliserer båndene mellem Færøerne, Grønland og Danmark. Det forventes at stå færdigt i begyndelsen af 2023.
Senere samme dag var der ved middagstid kransenedlæggelse ved kong Frederik IX og dronning Ingrids grav ved Roskilde Domkirke for at markere 50 år siden kongens bortgang. Dronningen, kronprins Frederik, kronprinsesse Mary, prins Joachim, prinsesse Marie og prinsesse Benedikte nedlagde kranse ved gravstedet ved Roskilde Domkirke. Dronningen nejede dybt, inden hun forlod stedet. Dronning Anne-Marie af Grækenland deltog ikke som planlagt i kransenedlæggelsen, da hendes mand kong Konstantin var smittet med coronavirus, og derfor kunne dronning Anne-Marie ikke rejse til Danmark.
Om aftenen blev Dronningen overrasket af sin familie med en hemmeligt arrangeret middag i Christian VII's Palæ på Amalienborg. Middagsbordet blev dækket med Flora Danica-servicen, den mest værdifulde danske middagsservice. Sidst servicet blev brugt af kongehuset var til Dronning Ingrids 80 års fødselsdag i 1990.
Folk kunne sende digitale lykønskninger til dronningen via den kongelige hjemmeside. På grund af pandemien var det ikke muligt at sende skriftlige lykønskninger personligt i Det Gule Palæ.

#### 21. januar: Smykkeudstilling
Den 21. januar 2022 deltog dronningen, kronprins Frederik, kronprinsesse Mary og prinsesse Benedikte i åbningen af særudstillingen "En dronnings smykkeskrin – 50 år på tronen fortalt gennem smykker" på Amalienborgmuseet i Christian VIII's Palæ.
Udstillingen er en del af fejringen af Dronningens 50-års jubilæum, og åbningen var planlagt til at finde sted den 13. januar 2022, men blev udskudt på grund af COVID-19.
Udstillingen viser mere end 200 kendte og mindre kendte smykker fra Dronningens smykkesamling, som Dronningen har båret til et eller flere private eller officielle arrangementer i sin 50-årige regeringstid.
Dronningen har lavet en lydguide, som stilles til rådighed for besøgende. I guiden fortæller hun om udvalgte smykker og arrangementer.
Udstillingen er åben for offentligheden fra 22. januar til 23. oktober 2022.